# Symposiachrus axillaris
Symposiachrus axillaris là một loài chim trong họ Monarchidae.